# 5,8×42 мм
5,8 × 42мм / DBP87 («»Dàn (弹) Bùqiāng (步枪) Pŭtōng (普通), 1987", буквально «Стандартний гвинтівковий патрон, 1987») є військовим безфланцевим проміжним патроном, який був розроблений у Китайській Народній Республіці. Інформація про цей патрон обмежена, хоча в Народно-визвольній армії Китаю зазначають, що він перевершує патрони НАТО 5,56 × 45 мм і радянські 5,45 × 39 мм. Інший варіант, який називається DBP88 «важка куля», був розроблений спеціально для легких кулеметів та гвинтівок піхотних снайперів. Патрон 5,8 × 42 мм («Важка куля») має ті самі розміри, що і стандартний патрон 5,8 × 42 мм, але використовує більш довшу обтічну кулю з важким сталевим сердечником для підвищення проникання та продуктивності на великих відстанях. Станом на 2010 рік усі варіанти набоїв розміром 5,8 × 42 мм були замінені варіантом DBP10.

## Історія
Китай розпочав розробку набою в калібрі 5,8 × 42 мм з 1979 року і аж до випуску у 1987 році. 5,8 × 42 мм / DBP87 був розроблений на заміну радянського патрона 7,62 × 39 мм та 5,45 × 39 мм, що використовувався Народно-визвольною армією Китаю. Type 95 / QBZ-95 (китайською: 轻 武器, 步枪, 自动, 1995; Піньїнь: Qīng wǔqì, Bùqiāng, Zìdòng, 1995; буквально «Легка зброя, гвинтівка, автомат, 1995») Штурмова гвинтівка, що використовує набої калібру 5,8 × 42 мм / DBP87 або вдосконалені DBP95, на сьогодні є стандартною зброєю випуску в НВАК. Службовий набій DBP87 був швидко модифікований у 1988 році до DBP88, який був споряджений більш важким та аеродинамічним снарядом для поліпшення продуктивності на дальні відстані.
5,8 × 42 мм — це приклад загальної тенденції до відносно невеликих, легких, високошвидкісних набоїв для військовослужбовців. Такі калібри, як американські 5,56 × 45 мм НАТО, радянські 5,45 × 39 мм і 5,8 × 42 мм, дозволяють солдатові носити більше боєприпасів при однаковій вазі в порівнянні зі своїми важчими та більшими за розміром попередниками, забезпечують відносно низький тиск на затвор та імпульс вільної віддачі, сприяючи зниженню ваги зброї при розробці та збільшенню точності при веденні автоматичного вогню.
У червні 2004 року почалося поліпшення патрона до модернізованої штурмової гвинтівки Type 95-1. Обидва проєкти були доопрацьовані в 2010 році і пішли на виробничу лінію. Модифікований набій має найменування DBP10.
Народно-визвольна армія Китаю стверджує, що набій 5,8 × 42 мм є кращим за набої 5,56 × 45 мм НАТО SS109 та 5,45 × 39 мм 7N6; заявляючи, що він має кращу бронепробивність 10 мм на 300 метрів, більш рівна траєкторія та більший рівень збереження швидкості та енергії.

## Використовується
- Китайська штурмова гвинтівка Type 87
- Китайська штурмова гвинтівка Type 95 / QBZ-95
- Китайський Тип 95B / QBZ-95B карабін
- Китайська тип 95 LSW / Type 95 SAW / QBB-95 легкий кулемет
- Китайська снайперська гвинтівка Type 88 / QBU-88
- Китайська штурмова гвинтівка Type 03 / QBZ-03
- Китайський легкий кулемет Type 88 / QJY-88
- Китайська інтегрована бойова система QTS-11[1]
- Китайська штурмова гвинтівка QBZ-191